# Dryom
Dryom (russisch Дрём Dryom, deutsch ‚Schlaf‘) ist eine 2012 gegründete Funeral-Doom-Band.

## Geschichte
Dryom ist ein anonymes Funeral-Doom-Projekt. Zu den Mitgliedern sind keine eindeutigen Informationen publik. Als Herkunft wird das russische Brjansk benannt. Veröffentlichungen erschienen über Archaic Sound, Depressive Illusions Records, Endless Winter und Solitude Productions.
Webzines wie Metal.de und Doom-Metal.com rezensierten Veröffentlichungen des Projektes. Die Besprechungen gestalteten sich uneinheitlich. Während 1 von Dante DuVall für Doom-Metal.com gelobt wurde, fiel das für Metal.de von ven Lattemann formulierte Urteil über 2 schlecht aus.

## Stil
Die von Dryom präsentierte Musik gilt als von der Natur inspirierter ritueller Funeral Doom. Das Webzine Doom-Metal.com beschreibt den Stil als „sehr einfache Musik,“ die als archetypischer Funeral begriffen werden könne. Die Musik basiere auf dem massiven Einsatz von Synthesizern, sich wiederholenden Riffs und „unmenschlich“ tiefem Growling. Damit orientiere Dryom sich maßgeblich an den Ur-Interpreten des Genres. Der rituelle Aspekt sowie der Naturbezug komme in der Verwendung folkloristischer Instrumente wie Maultrommeln, Perkussionsinstrumenten und Flöten zur Geltung.

„Der Gesang knurrt, die Gitarre schleift, leichte Pianoklänge wabern durch das Klangbild – alle Genrekonventionen des Funeral Doom, festgezurrt seit THERGOTHON und SKEPTICISM, werden von DRYOM solide bedient. Für etwas Abwechslung sorgt stellenweise eine auflockernde Instrumentierung, die mit Maultrommel und dezenten Flötenklängen daher kommt.“

## Diskografie
- 2012: 1 (Album, als MC Depressive Illusions Records, als CD Archaic Sound)
- 2015: 2 (Album, Solitude Productions)
- 2018: 3 (Album, Archaic Sound)
- 2019: Отрывок (Excerpt) (Download-EP, Selbstverlag)
- 2020: Прощай/Goodbye (Download-EP, Selbstverlag)
- 2022: 4 (Album, Endless Winter)